# Dimitris Salpigidis
Dimitris Salpigidis (født 18. august 1981 i Thessaloniki) er en tidligere professionel fodboldspiller fra Grækenland der spillede som angriber. Han var gennem karrieren blandt andet tilknyttet PAOK og Panathinaikos.
Han fik debut for Grækenlands fodboldlandshold i 2005 og spillede frem til 2014 82 landskampe, hvori han scorede 13 mål.

## Karriere
Salpigidis blev født i Thessaloniki i den nordlige del af Grækenland. Han begyndte sin karriere som senior i 1999 hos den lokale klub PAOK F.C.. Samme år blev han udlejet til Athletic Union of Larissa 1964 for én sæson, og i 2000 kom han til Kavala F.C. på en to årig lejeaftale. Hos Larissa blev han topscorer i landets anden bedste række.
Fra sæsonen 2002/03 kom han tilbage til PAOK, hvor han indtil sommeren 2006 spillede 103 ligakampe og scorede 50 mål for klubben. Han var blandt andet med til at vinde den græske pokalturnering i 2004, og blive topscorer i Grækenland i 2005/06. 16. august 2006 underskrev han en 4-årig kontrakt med storklubben Panathinaikos, og PAOK fik 1.8 millioner euro for Salpigidis.
I Panathinaikos blev Salpigidis græsk mester i sæsonen 2009/10, ligesom det blev til en pokaltitel i foråret 2010. I 2008 og 2009 blev han kåret til årets spiller i græsk fodbold. Den 30. juni 2010 udløb kontrakten med Panathinaikos, og Salpigidis underskrev en 4-årig kontrakt med barndomsklubben PAOK F.C.

### Landshold
Dimitris Salpigidis debuterede i 2005 for Grækenlands fodboldlandshold. Det første landskampsmål scorede han 5. februar 2008 i en venskabskamp mod Tjekkiet. I sommeren 2010 var han udtaget til VM i fodbold 2010, hvor han scorede landets første mål nogensinde ved en VM-slutrunde.
I maj 2012 blev han af landstræner Fernando Santos udtaget til Europamesterskabet i fodbold, der skulle spilles i Ukraine og Polen. I turneringens åbningskamp mod hjemmeholdet Polen scorede Salpigidis grækernes mål i 1-1 kampen.
Han var den 22. juni 2012 registreret for 60 landskampe og ni mål for nationalmandskabet.